# Holt Gas-Electric Tank

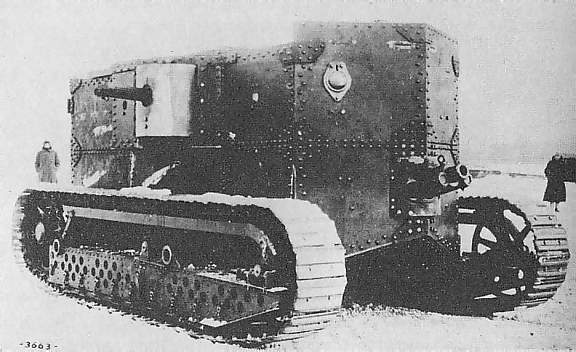

Holt gas-electric tank (Холт или Хольт)  — прототип американского бензино-электрического танка, который был построен в сотрудничестве между компаниями Холт (в настоящее время Caterpillar) и US General Electric Company. Это был первый настоящий танк, разработанный и построенный в США.
Единственный прототип был разработан в течение 1917 г. и закончен в начале 1918 года. Он устанавливался на удлинённый и изменённый вариант шасси тягача Холт с поворотными направляющими для гусениц. С каждой стороны машины устанавливались десять опорных катков. Высота танка составляла 2,37 м (7 футов 9,5 дюймов), длина 5,03 м (16 футов 6 дюймов), а ширина 2,76 м (9 футов 1 дюйм).
На танк устанавливался 4-цилиндровый двигатель Холт мощностью 90 л.с. (67 кВт), оснащённый генератором и приводными электродвигателями на каждую гусеницу; похожая система электрической трансмиссии уже использовалась ранее на французском танке Сен-Шамон, также спроектированном на удлинённом шасси тягача Холт. Бензиновый двигатель передавал крутящий момент на динамо-машину, которая вырабатывала ток и питала два электродвигателя. Последние приводили в движение две гусеницы, каждый - свою. Это значительно облегчало водителю управление танком, но делало всю систему трансмиссии громоздкой и ненадёжной. Для предотвращения перегрева трансмиссии (постоянная проблема машин с электрической трансмиссией) была установлена сложная система водяного охлаждения. Как и французский танк, Холт вооружался 75 мм пушкой установленной внизу клиновидной лобовой части корпуса; на спонсонах и в лобовом бронелисте были установлены шаровые установки для двух съёмных пулемётов Браунинг калибра 7,92 мм. Двигатель и трансмиссии были в задней части машины, рядом с коридором, ведущим к единственной двери. Численность экипажа неизвестна, часто приводится количество в шесть человек, исходя из предположения, что должно было быть два пулемётчика, наводчик и заряжающий пушки, механик-водитель и командир танка.
Дальнейшего развития проект не получил, так как испытания показали, что танк имеет недостаточные показатели подвижности и манёвренности, также он неудовлетворительно выполняет подъём в гору, т. к. конструкция машины оказалась гораздо тяжелее, чем первоначально предполагалось: около 25 коротких (23 метрических) тонн.